# 猶他州巨碑
猶他州巨碑（英語：Utah monolith），又名猶他州金屬巨柱，是一根金屬柱子，矗立在美國猶他州聖胡安縣東南部的紅色砂岩狹縫型峽谷中。這個9.5英尺（3米）高的結構是由金屬片鉚接而成的，組成為三角柱狀。它在2016年7月至10月之間被不合法地放置在公共土地上。2020年11月，州份的生物學家們在一次坐直升機調查野生大角羊時發現了它。
幾天內，公眾利用GPS繪圖軟件找到了巨碑，並前往這個偏遠的位置。不知道是誰製造這個巨碑，以及為何要製造，令人們對它進行猜測。在媒體報道「神秘巨碑吸引了全國人民」後，2020年11月27日它就被身份不明的四人團體暗中移走。
羅馬尼亞、加利福尼亞州、荷蘭和英國也出現過類似的金屬柱子，羅馬尼亞與加利福尼亞州的巨碑後來被移走。

## 發現
2020年11月18日，猶他州野生動植物資源局的州份生物學家在猶他州東南部從直升機上調查大角羊時，其中一名生物學家發現了這個結構物，並告訴飛行員Bret Hutchings再次飛過該地點。Hutchings描繪發現的那一刻：
其中一個生物學家發現它，而我們剛好直接飛到它的上空。他說：「喔，喔，喔！回頭啊！回頭！」，我問「甚麼？」，他說「後面有東西——我們得去看看！」
Hutchings指出，該物體似乎是人造的，是「栽」在地上，而不是從天上掉下來的。
11月20日，猶他州公共安全部（DPS）在Instagram上發布了該巨柱的照片。11月23日，DPS在其網站上發布了該物體的影片和照片，但沒有公布其具體位置，稱：「DPS的空勤局在紅岩國度（Red Rock Country）遭遇巨碑」。

## 內容

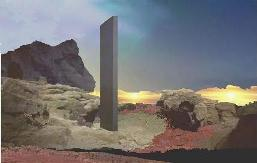
電影《2001太空漫遊》中的外星巨碑

在第一次發現這個巨柱時，DPS將它形容為巨碑（monolith），此後其他主要媒體也重複了這一說法，雖然「巨碑」這個字眼指的是一塊巨大石頭，但這個字也與電影《2001太空漫遊》中的巨碑有著密切的聯系，與猶他州的巨碑有著相似之處。這個巨柱有盲鉚釘，被認為是人造的。

## 合法性

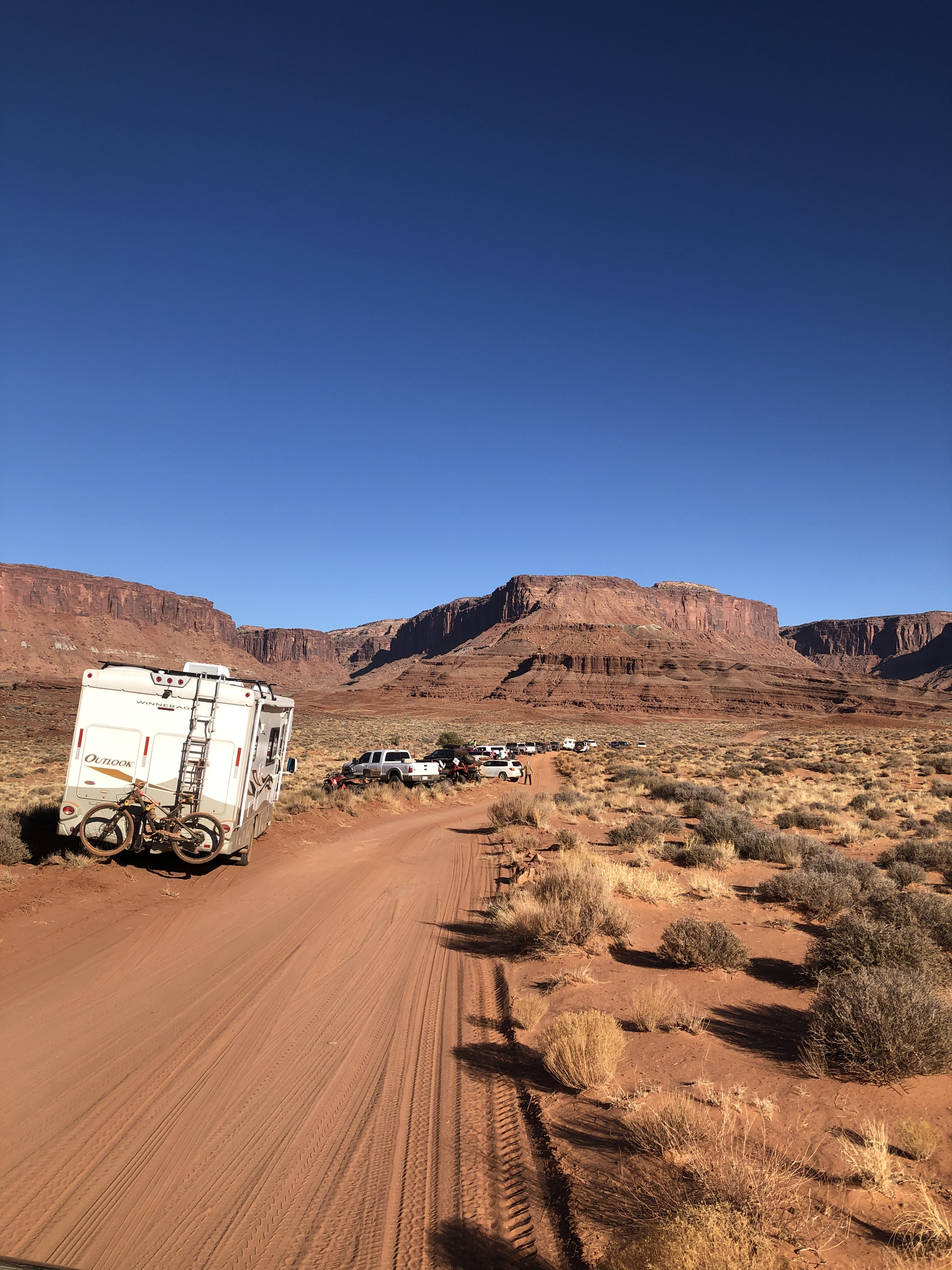
美國內政部土地管理局的照片說明「車輛停放在植物上，破壞靠近現場的資源」

DPS發表了聲明，引用美國內政部土地管理局（BLM）的規定，未經許可在公共土地上安裝結構物（包括藝術品）是非法的，「不管你是來自哪個星球」。

## 被移除

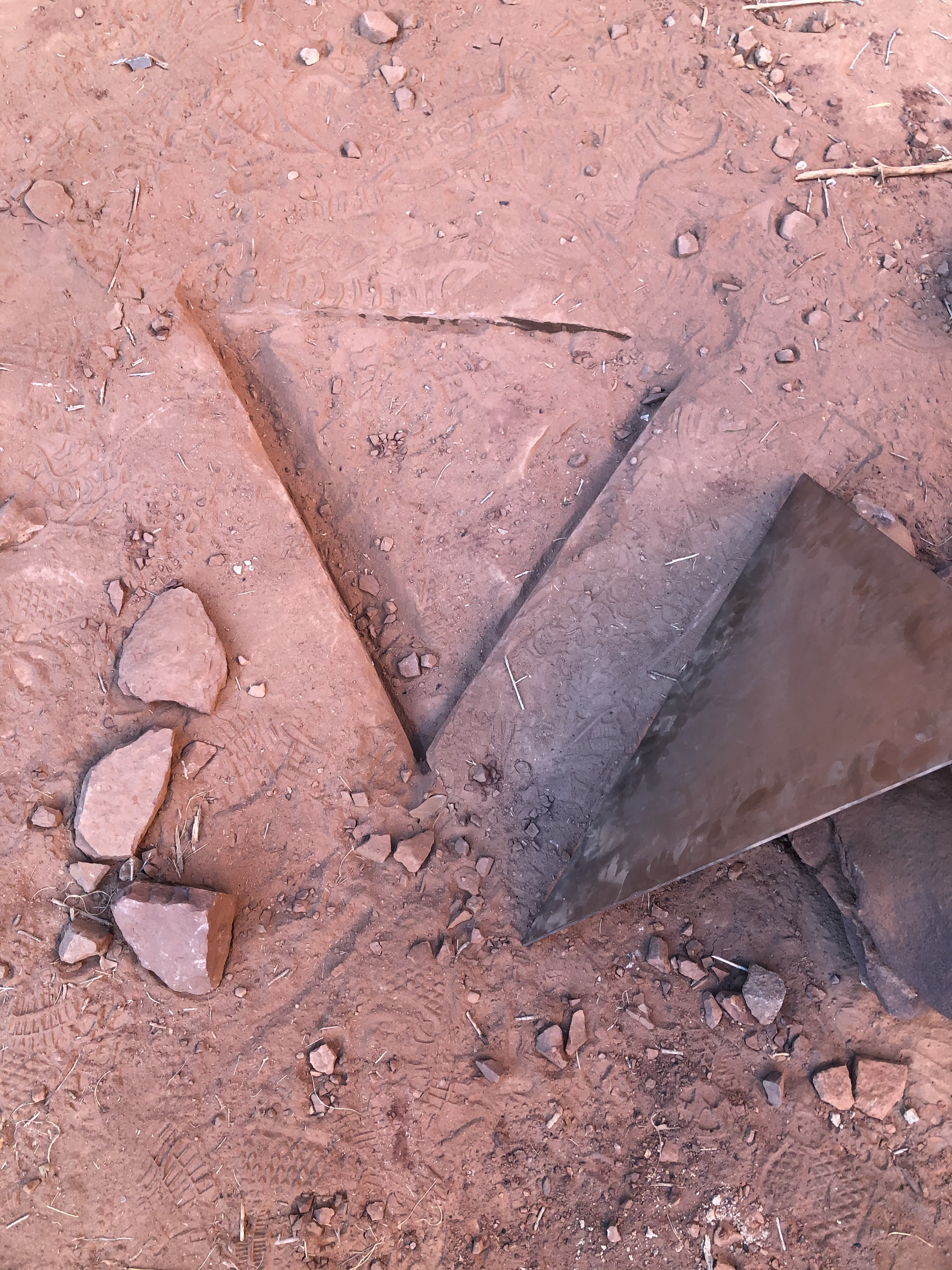
2020年11月28日，土地管理局拍攝的照片顯示巨碑被移除後的現場

土地管理局的猶他州分部表示收到可靠報告稱，該巨碑已於2020年11月27日晚上被不明團體移走了，剩下的部份只是一塊曾經在頂部的三角形金屬片。兩位在接近午夜時分徒步前往該地點的人士Riccardo Marino和Sierra Van Meter說，當他們走近該地點時，看到一輛小型貨車載著一個物體駛離了現場。
2020年12月1日，《紐約時報》報道了更多關於四名男子拆除和移走巨碑的細節（和圖片），幾位冒險攝影師（包括Ross Bernards、Peter Jans和Michael James Newlands）見證這件事，並發佈在Instagram上。12月1日，有一段影片被發佈在YouTube上，名為「我們移走了猶他州巨碑」（We Removed the Utah monolith）。影片顯示四名人士用手推車運走該結構物。

## 類似的巨碑

### 羅馬尼亞
2020年11月26日，羅馬尼亞的皮亞特拉-尼亞姆茨城市的Bâtca Doamnei山丘上發現了一個與在猶他州幾乎相同的巨碑，靠近歷史悠久的Petrodava Dacian堡壘。這個巨碑是在私人地方被發現，據說是「非法」放置的。目前此事件正在調查中。
Jurnal FM表示，他們實際上在前一個星期二，特別是在猶他州巨碑消失之前「收到一封郵件，內容是有關於在一座山丘上發現的一個奇怪結構物的片段和一些照片」。片段指出了該結構物與猶他州巨碑的相似之處，同時也強調了其反射性和紋理的重大差異。11月29日，Jurnal FM發布最新消息稱，來自羅馬尼亞的巨碑也消失了，並提到有人報告說有一束「亮光」，不過沒有提供該報告的具體來源。「當地人以為光線來自一輛汽車，但光線是射向天空的。在早上，巨碑豎立的地方已經空了，只有被積雪覆蓋的地面上殘留著一個淡淡的印記。」
12月1日，當地的一家報紙《Ziar Piatra Neamț》向路透社證實，羅馬尼亞的巨碑已經消失。該報還稱，「顯然」是由一名「差勁的當地焊工」製作，但此人的身份仍然不明。

### 加利福尼亞州
12月2日，在加利福尼亞州阿塔斯卡德羅的松樹山（Pine Mountain）發現了一個三角形的反光金屬柱子。它似乎是空心的，没有固定在地面上。12月4日，三名來自橙縣（Orange County）的青年在DLive上直播自己摧毀巨碑的過程，用大型的木造十字架取代它，並高呼「基督是王！」（Christ is king!），這些青年似乎認為巨碑是反基督，鼓吹非法移民，並與反法西斯主義運動有關。

### 荷蘭
2020年12月6日，荷蘭菲士蘭省的Oudehorne中的一個自然保護區發現一個三角形的銀色巨碑。目前不知道是誰擺放這個巨碑。

### 英國
2020年12月6日，在懷特島郡的康普頓海灘（Compton Beach）發現一個與猶他州結構物幾乎相同的反光巨碑。

## 外部連結
- YouTube上的Video (3:23): Mysterious Utah monolith – ABC News, November 24, 2020.
- Official BLMUtah FaceBook Comments re Missing Monolith （页面存档备份，存于）, November 29, 2020.
- Bureau of Land Management - Utah. "Illegally Installed Structure aka the 'monolith'". Flickr. （页面存档备份，存于）